# Xã Grand Tower, Quận Jackson, Illinois
Xã Grand Tower (tiếng Anh: Grand Tower Township) là một xã thuộc quận Jackson, tiểu bang Illinois, Hoa Kỳ. Năm 2010, dân số của xã này là 707 người.